# Thue et Mue
Thue et Mue ist eine französische Gemeinde mit 6.189 Einwohnern (Stand: 1. Januar 2022) im Département Calvados in der Normandie. Sie gehört zum Kanton Thue et Mue im Arrondissement Caen.
Sie entstand als Commune nouvelle durch ein Dekret vom 8. September 2016 mit Wirkung vom 1. Januar 2017, indem die bisherigen Gemeinden Bretteville-l’Orgueilleuse, Brouay, Cheux, Le Mesnil-Patry, Putot-en-Bessin und Sainte-Croix-Grand-Tonne zusammengelegt wurden. Bretteville-l’Orgueilleuse ist der Hauptort (Chef-lieu).

## Gemeindegliederung
| Ortsteil                                        | ehemaliger INSEE-Code | Fläche (km²) | Einwohnerzahl (2016) |
| ----------------------------------------------- | --------------------- | ------------ | -------------------- |
| Bretteville-l'Orgueilleuse (Verwaltungssitz) 00 | 14098                 | 06,18        | 2.879                |
| Brouay                                          | 14109                 | 03,98        | .0471                |
| Cheux                                           | 14157                 | 14,38        | 1.372                |
| Le Mesnil-Patry                                 | 14423                 | 03,51        | .0309                |
| Putot-en-Bessin                                 | 14525                 | 03,51        | .0419                |
| Sainte-Croix-Grand-Tonne                        | 14568                 | 05,26        | .0312                |

## Geographie
Der Gemeindename bezieht sich auf die beiden Flüsse Mue und Thue, die hier entspringen. Nachbargemeinden sind Rots mit Secqueville-en-Bessin, Saint-Manvieu-Norrey, Verson, Mouen, Mondrainville, Grainville-sur-Odon, Tessel, Fontenay-le-Pesnel, Cristot, Audrieu, Loucelles, Coulombs und Cully.

## Sehenswürdigkeiten

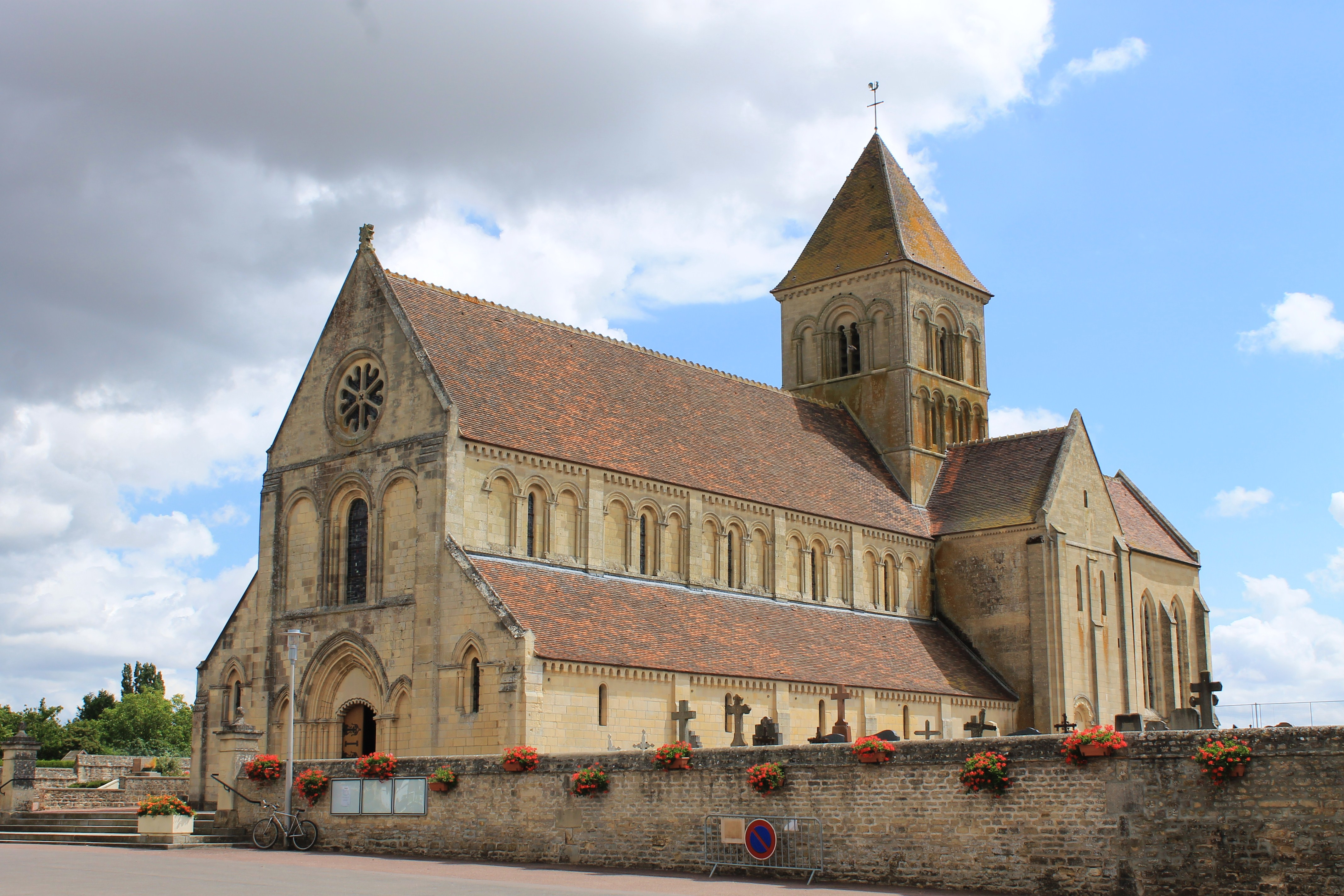
Kirche Saint-Vigor im Ortsteil Cheux